# Kaha peregrina
Kaha peregrina är en insektsart som beskrevs av Frederick Arthur Godfrey Muir 1930. Kaha peregrina ingår i släktet Kaha och familjen Derbidae. Inga underarter finns listade i Catalogue of Life.